# Fatih Terim
Fatih Terim (Adana, Turquía, 4 de septiembre de 1953) es un exfutbolista y entrenador turco, uno de los más importantes de este país. Actualmente está sin club. Desarrolló casi toda su carrera deportiva en el Galatasaray.

## Trayectoria

### Como jugador
Terim se caracteriza por su estilo de juego ofensivo, el mismo que utilizó en su carrera de jugador y de entrenador.
Nacido en una modesta familia, tuvo que combinar su tiempo en la escuela con el fútbol en su infancia.
En 1969, empezó a desarrollarse en las filas del Adana Demirspor, con el fin de sustentar los gastos de la familia. Allí se desarrolló sus inicios, y en sus cinco años en este equipo, fue traspasado al entonces poderoso Galatasaray.
En este equipo jugó durante 11 años, explotando su fama deportiva. Pese a ello, no pudo lograr la ansiada liga turca; aunque sí ha pudo sumar tres copas a su palmarés, en 1976, 1982 y 1985. Fue en ese año que dejó el fútbol en actividad.

### Como entrenador
Inicios
Como entrenador inició sus actividades en 1987, al frente del MKE Ankaragücü. Posteriormente pasó por varios clubes de su país y también fue seleccionador de Turquía entre 1993 y 1996.
Galatasaray
En 1996, se incorporó al Galatasaray, con el que conquistó la Copa de la UEFA en el año 2000, en la final celebrada en Copenhague, frente al Arsenal inglés.
Fiorentina y Milan
También dirigió a la ACF Fiorentina en la primera mitad de la temporada 2000-01; y durante algunos meses de la temporada siguiente, al AC Milan.
Galatasaray
Regresó al Galatasaray en 2002, equipo al que entrenó hasta marzo de 2004, cuando dimitió tras la eliminación de la Copa de la UEFA.
Selección de Turquía
En 2005, comenzó su segunda etapa como seleccionador turco, pero no pudo llevar al combinado otomano al Mundial de Alemania 2006, en duelo de repesca. Después de que Turquía cayera contra Bélgica en la penúltima fecha de la eliminatoria europea para el Mundial de Sudáfrica 2010, anunció su renuncia a su cargo como seleccionador nacional.
Galatasaray
En mayo de 2011, Terim inició su tercera etapa al frente del Galatasaray SK, al que hizo volver a la élite: Ganó la Liga turca en 2012, clasificándose para la siguiente edición de la Champions, donde tras 2 importantísimas victorias contra Manchester United y Sporting de Braga, entró en octavos de final. En la ida empataron 1-1 contra el FC Schalke 04 y en la vuelta dieron la campanada al ganar por 2-3 en el Veltins-Arena, clasificándose para cuartos; donde cayeron contra el Real Madrid por un marcador global de 5-3.
Selección de Turquía
En agosto de 2013, se comprometió de nuevo con Turquía para ser su seleccionador por un año, compaginando dicho cargo con el de entrenador del Galatasaray. El 24 de septiembre, Terim fue destituido por el club turco, de modo que se dedicó en exclusiva a su trabajo de seleccionador. Logró que Turquía tuviera opciones de clasificación para el Mundial de Brasil hasta la última jornada, pero perdió el partido decisivo (0-2) ante los Países Bajos. En cambio, sí que llevó al combinado nacional a la Eurocopa 2016, tomándose la revancha frente a los Países Bajos, aunque no pudo pasar de la fase de grupos. En julio de 2017, abandonó su cargo.
Galatasaray
En diciembre de 2017, Terim tomó el mando del Galatasaray SK por cuarta vez. El elenco turco ganó la Superliga de Turquía en 2018 y 2019, pero posteriormente su rendimiento bajó mucho. Finalmente, el 10 de enero de 2022, Terim dejó el Galatasaray a causa de los malos resultados del equipo estambulita, que ocupaba la 12.ª posición en la Superliga de Turquía.
Panathinaikos
En diciembre de 2023, Terim fue confirmado como entrenador del Panathinaikos. Fue despedido en mayo de 2024.
Al-Shabab
El 27 de diciembre de 2024, fue oficializado como técnico del Al-Shabab hasta el final de la temporada. En junio de 2025, se confirmó su salida del club luego de que su contrato no fuera renovado.

## Clubes

### Como jugador
| Club            | País    | Año       | Partidos | Goles |
| --------------- | ------- | --------- | -------- | ----- |
| Adana Demirspor | Turquía | 1969-1974 | 28       | 2     |
| Galatasaray     | Turquía | 1974-1985 | 407      | 27    |

### Como entrenador
| Club                        | País           | Año       | PJ  | PG  | PE  | PP  | Efectividad |
| --------------------------- | -------------- | --------- | --- | --- | --- | --- | ----------- |
| Ankaragücü                  | Turquía        | 1987-1989 | 82  | 34  | 23  | 25  | 50.81%      |
| Göztepe                     | Turquía        | 1989-1990 | 32  | 18  | 9   | 5   | 65.63%      |
| Selección Sub-21 de Turquía | Turquía        | 1990-1993 | 25  | 13  | 4   | 8   | 57.33%      |
| Selección de Turquía        | Turquía        | 1993-1996 | 34  | 17  | 8   | 9   | 57.84%      |
| Galatasaray                 | Turquía        | 1996-2000 | 203 | 130 | 46  | 27  | 71.59%      |
| Fiorentina                  | Italia         | 2000-2001 | 28  | 11  | 10  | 7   | 51.19%      |
| AC Milan                    | Italia         | 2001      | 15  | 8   | 5   | 2   | 64.44%      |
| Galatasaray                 | Turquía        | 2002-2004 | 83  | 43  | 16  | 24  | 58.24%      |
| Selección de Turquía        | Turquía        | 2005-2009 | 58  | 26  | 18  | 14  | 55.17%      |
| Galatasaray                 | Turquía        | 2011-2013 | 96  | 57  | 24  | 15  | 67.71%      |
| Selección de Turquía        | Turquía        | 2013-2017 | 44  | 27  | 8   | 9   | 67.42%      |
| Galatasaray                 | Turquía        | 2017-2022 | 202 | 105 | 48  | 49  | 59.9%       |
| Panathinaikos               | Grecia         | 2023-2024 | 27  | 13  | 7   | 7   | 56.79%      |
| Al-Shabab                   | Arabia Saudita | 2024-2025 | 23  | 12  | 4   | 7   | 57.97%      |
| Total                       | Total          | Total     | 952 | 514 | 230 | 208 | 62.04%      |

## Palmarés

### Como jugador
Galatasaray
- Copa de Turquía (3): 1976 , 1982 , 1985
- Supercopa de Turquía (1): 1982

### Como entrenador
- Juegos del Mediterráneo (1): 1993

Galatasaray
- Copa de la UEFA (1): 2000
- Superliga de Turquía (8): 1997, 1998, 1999, 2000, 2012, 2013, 2018, 2019
- Copa de Turquía (3): 1999, 2000, 2019
- Supercopa de Turquía (5): 1996, 1997, 2012, 2013, 2019
- Copa TSYD (3): 1997, 1998, 1999

### Premios individuales
- Medalla Estatal Commendatore: por ser el primer director técnico turco en el fútbol italiano.